# Exochus flavicaput
Exochus flavicaput là một loài tò vò trong họ Ichneumonidae.